# Tarragone
Tarragone (en catalan, en occitan, et en castillan Tarragona) est une ville et une municipalité du sud de la Catalogne, en Espagne, capitale de la province de Tarragone et de la région du Tarragonès.
Son emplacement au long de la Méditerranée sur la Costa Daurada, avec ses plages, ses centres de loisirs, tout comme la tradition historique et le patrimoine artistique, en font une attraction touristique de premier ordre. Son origine remonte à l'ancienne Tarraco romaine, capitale Tarraconaise de toute la péninsule. L'ensemble archéologique de Tarraco a fait de Tarragone un site du patrimoine mondial de l'Unesco.

## Histoire
On pense qu'elle fut fondée à la fin du IIe siècle av. J.-C. après l'arrivée de premiers colonisateurs. Les Carthaginois y établissent des marchés et comptoirs pour faire commerce dès 1500 / 1000 av. J.-C., mais l'origine de la ville reste encore aujourd'hui très difficile à préciser. La plupart des vestiges et des certitudes que nous avons ne remontent qu'à l'époque romaine. Elle pourrait être phénicienne, carthaginoise, étrusque, grecque, ou simplement ibère (locale).
Elle fut conquise par Cnaeus Cornelius Scipio Calvus en 218 av. J.-C.

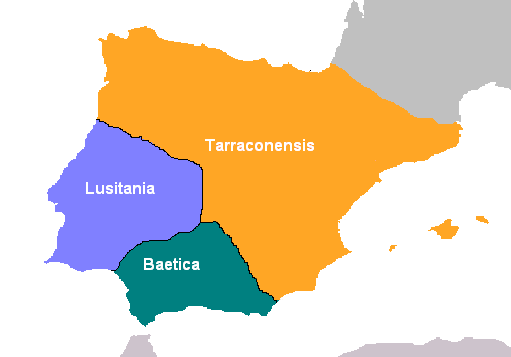
La province romaine de Tarraconaise.

Les Romains la nommaient Tarraco et en firent la capitale de la province romaine de Tarraconaise (recouvrant une partie de la péninsule ibérique). Elle fut la résidence d'Auguste, de Galba et d'Hadrien lors de leurs déplacements en Espagne.
Elle est envahie par les Wisigoths en 464, puis par les Maures en 714.
Au XIIe siècle, elle devient le siège d'une éphémère principauté normande fondée par Robert Burdet.

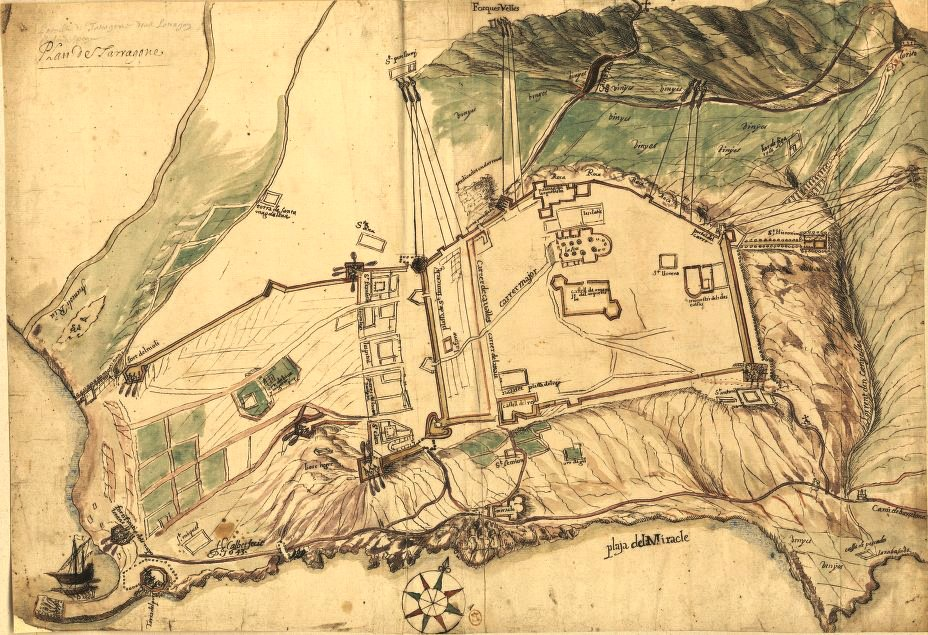
Tarragone vers 1643, pendant la guerre des faucheurs.

Le 4 mai 1641, l'armée française de Henri d'Escoubleau de Sourdis se présente devant Tarragone et les troupes de terre de Philippe de La Mothe-Houdancourt commencent le blocus de la cité (ca). Durant les mois de mai et juin, on s'est battu aux environs de Tarragone. Le fort de Salou est tombé aux mains des Français le 9 mai et celui de Constantí le 13 mai. Au prix de deux combats navals (combat du 4 juillet et combat du 20 août, la flotte espagnole commandée par Don García Álvarez de Tolède y Mendoza force le blocus une première fois puis met en déroute la flotte française commandée par Henri d'Escoubleau de Sourdis.
Lors du siège de Tarragone en 1644, la ville est de nouveau assiégée.

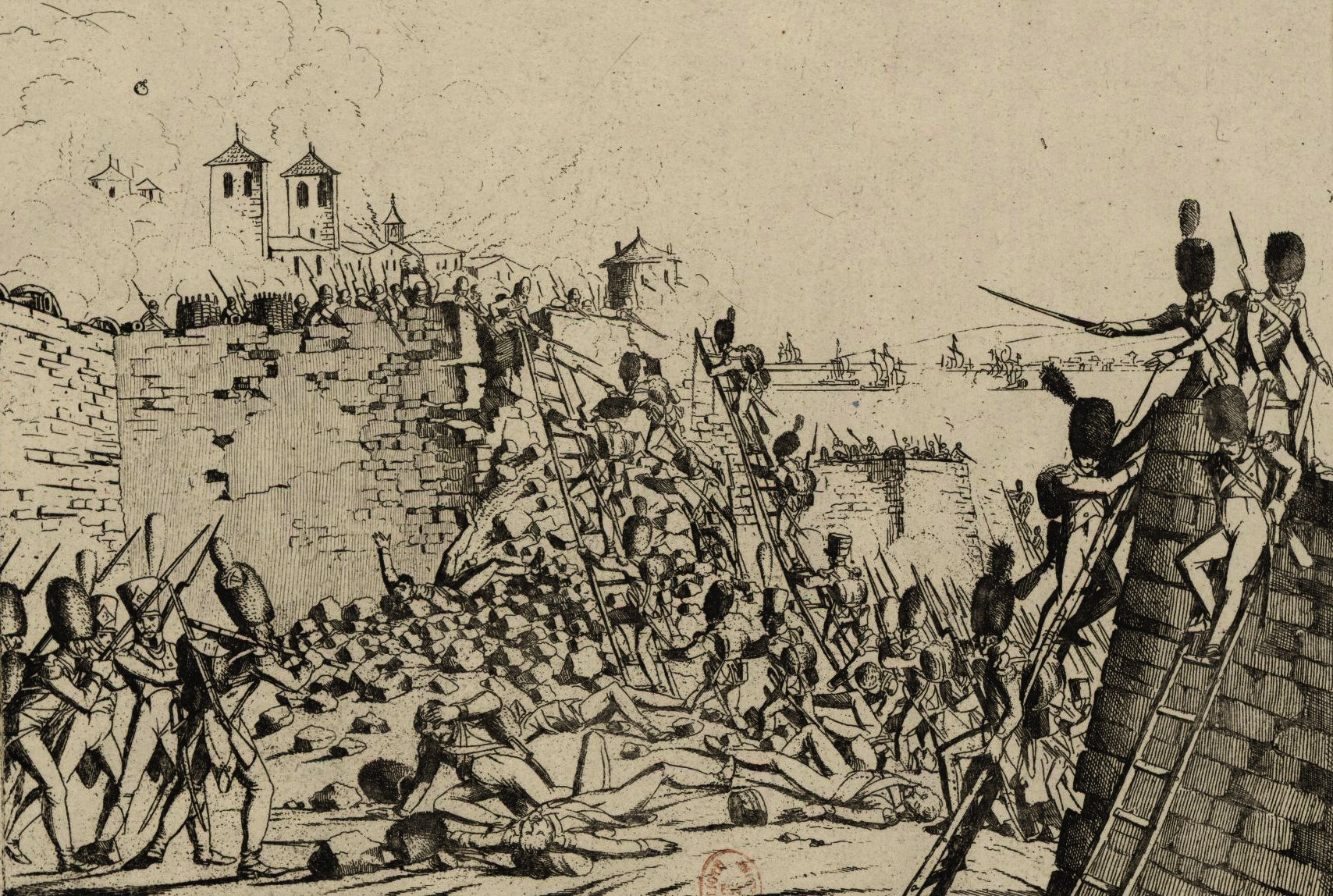
Siège de Tarragone par les troupes napoléoniennes.

Durant la guerre d'indépendance espagnole Tarragone est assiégée par les troupes françaises, une première fois, sans succès, en 1809, puis une seconde fois du 4 mai au 28 juin 1811, ou la ville est le théâtre d'une bataille napoléonienne sanglante au cours de laquelle les troupes du maréchal Suchet se livrent à un massacre sur la population de la ville. Cet épisode de la guerre d'indépendance espagnole est relaté par Honoré de Balzac dans la nouvelle Les Marana. En 1813, un troisième siège de Tarragone est entrepris sans succès par les troupes anglaises.
En 1823, siège de Tarragone, par les troupes françaises, pendant l'expédition d'Espagne.
Après leur expulsion de France en 1903, les Pères Chartreux se réfugient à Tarragone, où ils reprennent la production de la chartreuse. Celle-ci garde son nom d'origine : les Français la surnomment « La Tarragone » (verte 55° et jaune 43°). Cette distillerie de Tarragone restera en activité jusqu'en 1989. La distillerie de Voiron reprendra son activité dès 1935, avec le retour des Chartreux en France.
La ville abrite aujourd'hui un port important de la mer Méditerranée.
Le souvenir des amphithéâtres romains, de même que les marchés de rue et les nombreux temples, évoquent deux mille ans d’histoire. À côté des ruines des cirques romains, la cathédrale Sainte-Thècle (Santa Tecla en catalan) domine le centre de Tarragone.
Le patrimoine religieux de Tarragone est riche et sa cathédrale remarquable. La ville fut hôte de l'année jubilaire en 2008, étant ainsi un point de rencontre de pèlerinages du chemin de Saint-Jacques-de-Compostelle. Tarragone est le siège de l'église catholique en Catalogne.

## Population et société

### Démographie
En 2021, la population de la ville s'élève à 135 436 habitants selon les chiffres de l'INE. Elle fait partie de l'aire métropolitaine de Tarragone, qui comprenait 220 042 habitants en 2009.

## Politique et administration
Tarragone est la capitale de la province du même nom. Elle appartient à la comarque de Tarragonés, dont elle est le chef-lieu.

### Conseil municipal
La ville de Tarragone comptait 134 883 habitants aux élections municipales du 28 mai 2023. Son conseil municipal (en espagnol : Pleno del Ayuntamiento) se compose donc de 27 élus.
Depuis les premières élections municipales démocratiques de 1979, la ville a été dirigée alternativement par le centre gauche, le centre droit nationaliste et la gauche indépendantiste.

### Maires
| Mandat    | Maire | Maire                         | Parti | Majorité |
| --------- | ----- | ----------------------------- | ----- | -------- |
| 1979-1983 |       | Josep Maria Recasens (ca)     | PSC   | 8 / 27   |
| 1983-1987 |       | Josep Maria Recasens (ca)     | PSC   | 14 / 27  |
| 1987-1991 |       | Josep Maria Recasens (ca)     | PSC   | 12 / 27  |
| 1987-1991 |       | Joan Miquel Nadal (ca) (1989) | CiU   | 10 / 27  |
| 1991-1995 |       | Joan Miquel Nadal (ca)        | CiU   | 14 / 27  |
| 1995-1999 |       | Joan Miquel Nadal (ca)        | CiU   | 13 / 27  |
| 1999-2003 |       | Joan Miquel Nadal (ca)        | CiU   | 11 / 27  |
| 2003-2007 |       | Joan Miquel Nadal (ca)        | CiU   | 10 / 27  |
| 2007-2011 |       | Josep Fèlix Balesteros (ca)   | PSC   | 13 / 27  |
| 2011-2015 |       | Josep Fèlix Balesteros (ca)   | PSC   | 12 / 27  |
| 2015-2019 |       | Josep Fèlix Balesteros (ca)   | PSC   | 9 / 27   |
| 2019-2023 |       | Pau Ricomà (ca)               | ERC   | 7 / 27   |
| 2023-2027 |       | Rubén Viñuales                | PSC   | 9 / 27   |

## Économie

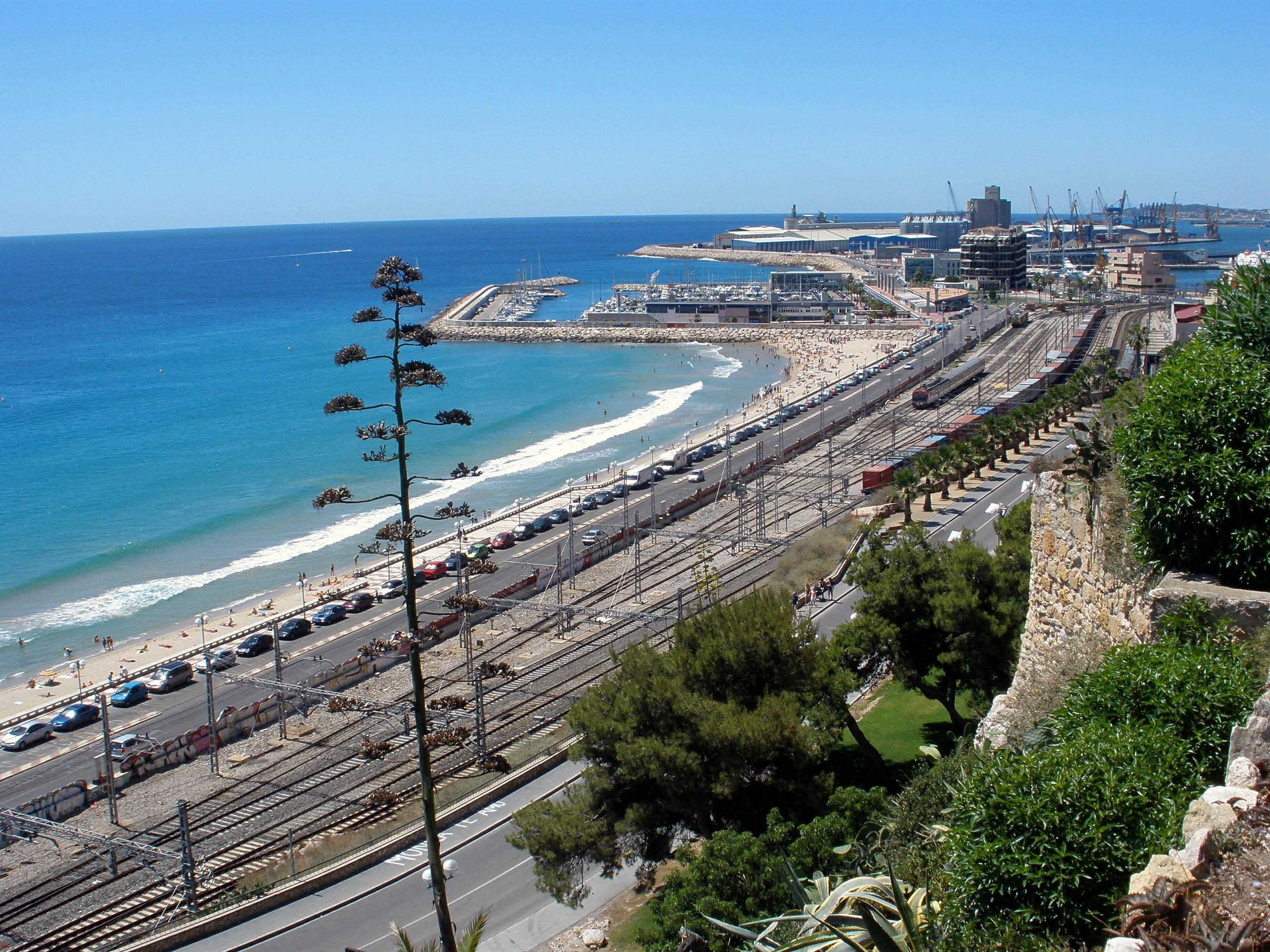
Port industriel de Tarragone.

La ville de Tarragone avec son agglomération reste très compétitive sur le plan national et international grâce à son fort secteur industriel et touristique. Le secteur tertiaire augmente en effectifs année après année. Le taux de chômage est relativement bas avec 10 % en 2009 et le PIB par habitant est le plus élevé de l'État. Tarragone a connu une grande transformation commerciale ; aujourd'hui elle est la place la plus forte du sud de la Catalogne et attire jusqu'à elle les habitants des provinces voisines.
Capitale économique, intellectuelle et culturelle du sud de la Catalogne, son influence va au-delà des frontières provinciales. Elle abrite le plus grand centre pétrochimique d'Espagne, et depuis 2008 l'Institut catalan pour la recherche chimique ainsi que le centre de recherche chimique national espagnol où plusieurs sociétés multinationales travaillent dans la R & D.
La consolidation de son centre financier et bancaire s'est établi grâce à la fusion de trois banques catalanes qui ont localisé leur siège dans la ville.
Le patrimoine religieux, avec son séminaire, le palais épiscopal et la cathédrale ont été en 2008 lieu de réunion de l'Année jubilaire.

## Culture et patrimoine

### Lieux et monuments

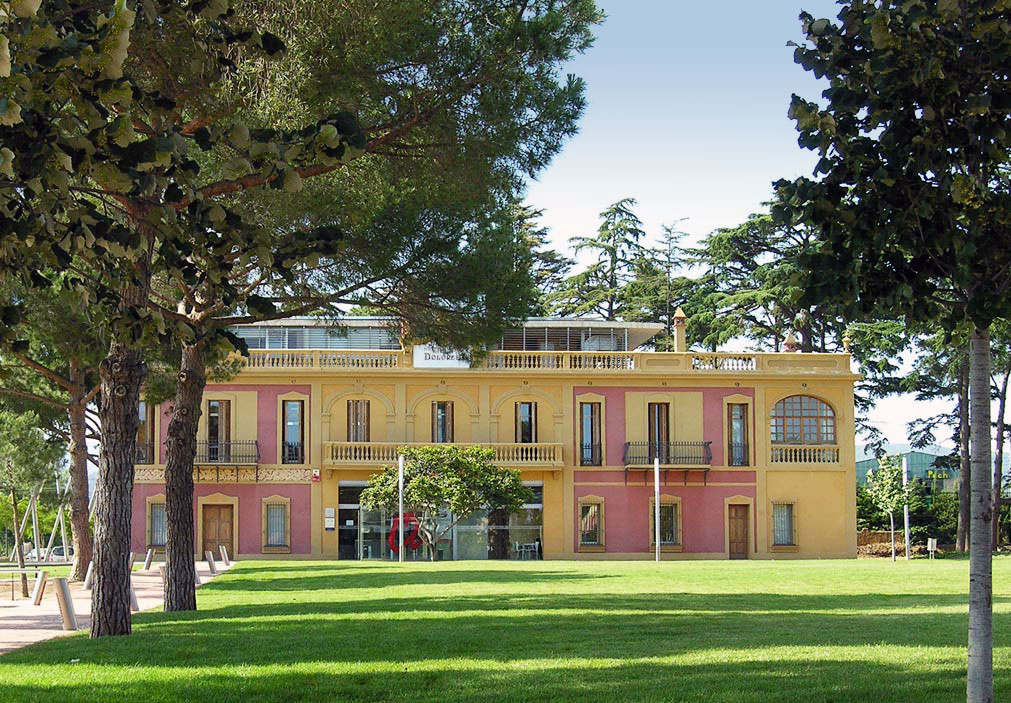
Un des bâtiments de l'université Rovira i Virgili.

Inscrite au patrimoine mondial de l'UNESCO, elle abrite de nombreux centres de loisirs, de nombreux monuments qui peuvent être visités : quatorze monuments romains, huit de style moderniste. La collection de manuscrits, incunables et documents historiques de la Bibliothèque publique est classée comme monument d'intérêt national.
Ville universitaire avec l'université du travail et l’université Rovira i Virgili, Tarragone jouit d'une vie étudiante mouvementée[réf. nécessaire] avec plus de 25 000 étudiants. Sa place diplomatique se consolide avec le consulat du Maroc.
L'agglomération abrite le centre de loisirs le plus important d'Espagne, PortAventura World, et quatre autres parcs d'attractions sont à proximité de Tarragone, à Salou[Lesquels ?]. Créant ainsi le plus grand complexe de parcs d'attractions de l'État avec cinq parcs[réf. nécessaire]. À cela s'ajoutent de nombreux terrains de golf.
Tarragone est le siège d'un archevêché, dont le palais archiépiscopal et le séminaire jouxtent la cathédrale Sainte-Marie.

#### Ensemble archéologique
L'ensemble archéologique de Tarragone est inscrit au patrimoine mondial de l'UNESCO depuis 2000. Il s'étend autour de la ville de Tarragone et comprend : murs romains, forum provincial, cirque romain, amphithéâtre antique, théâtre romain, nécropole paléochrétienne, arc de triomphe, etc.

#### Cathédrale Sainte-Thècle

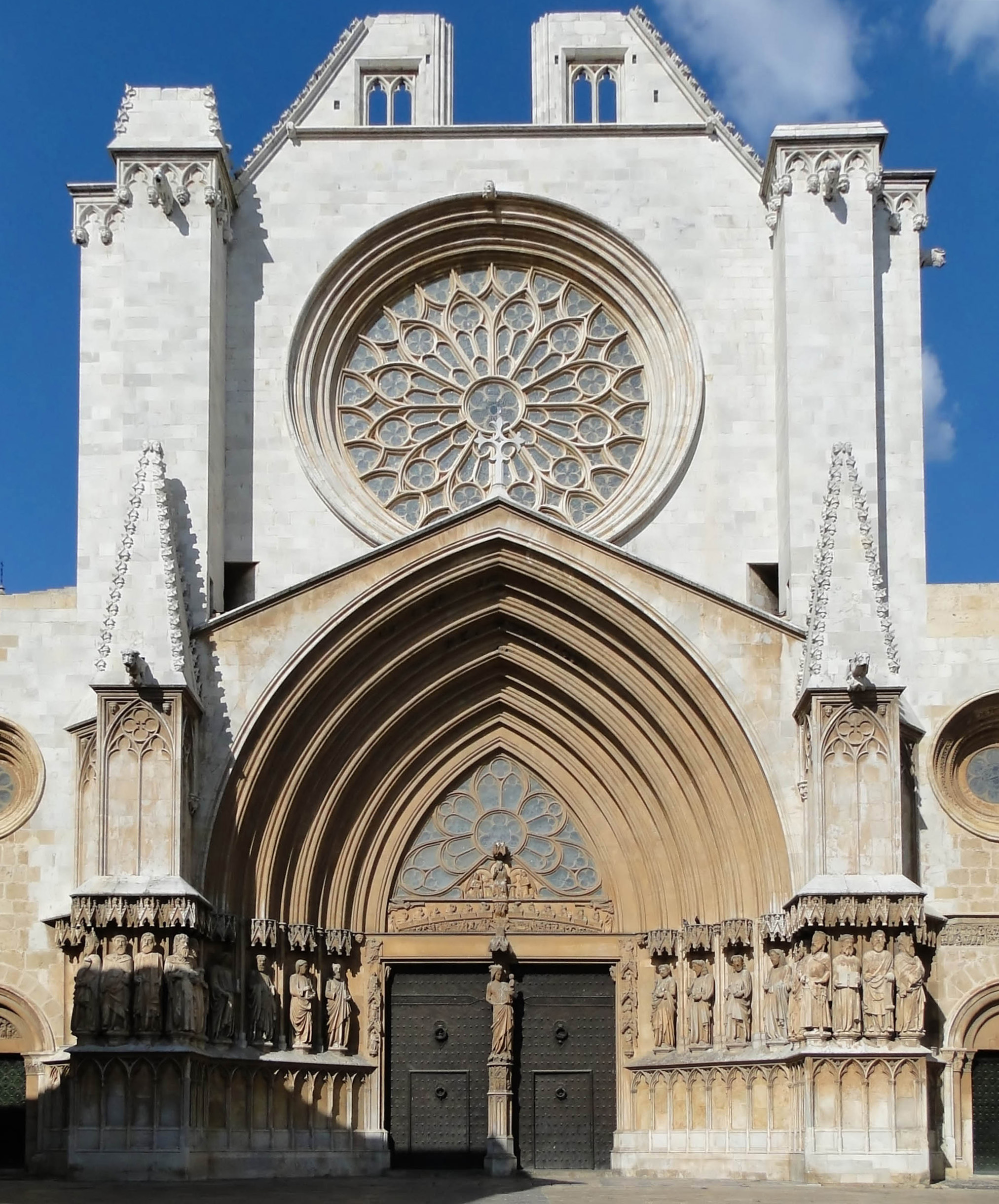
Façade de la cathédrale.

La cathédrale, dédiée à sainte Thècle, est construite en 1171. Sa façade est romane avec un portail gothique, orné de sculptures du Christ du Jugement dernier, de vingt-trois prophètes de l'Ancien Testament et apôtres, et de la Vierge à l'Enfant. Le haut de la façade demeure incomplet, à cause de la crise due à la grande peste de 1348. On trouve aussi un sarcophage paléochrétien du IVe siècle. La grande rosace évoque celle de Notre-Dame de Paris.
L'intérieur de la cathédrale se déploie autour d'une grande nef et de chapelles: celle de sainte Thècle, celle de l'Immaculée Conception, celle du Saint-Sépulcre, celle des Onze Mille Vierges, celle de Notre-Dame et celle du Saint-Sacrement. Le tombeau de l'archevêque Jean d'Aragon et le retable au-dessus du maître-autel sont remarquables.
Le cloître construit en 1214 jouxte la cathédrale. Il servait aux chanoines du chapitre de la cathédrale. Léon XIII conféra le titre de basilique mineure à la cathédrale en 1894 qui est monument historique depuis 1905.

#### Musée national archéologique

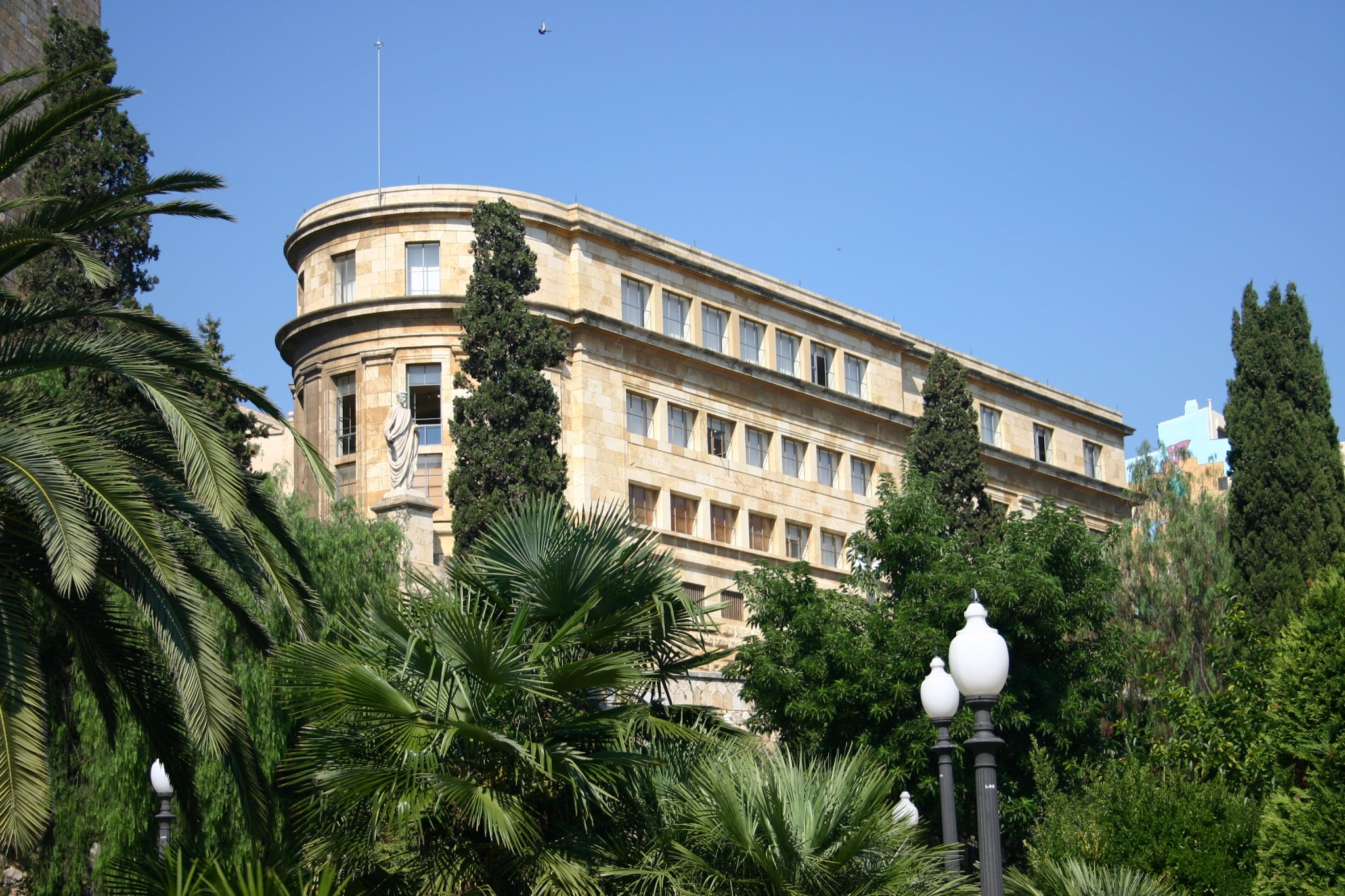
Le musée archéologique.

Le musée national archéologique (Museu Nacional Arqueològic) montre de manière impressionnante l'histoire mouvementée de Tarragone.

##### Beaux-Arts
- La Tapisserie de Tarragone (en catalan : Tapís de Tarragona), œuvre de Joan Miró créée en 1970 avec les artistes Josep Royo et Carles Delclaux, exposée au Museu d'Art Modern de Tarragone[4].

### Festivités

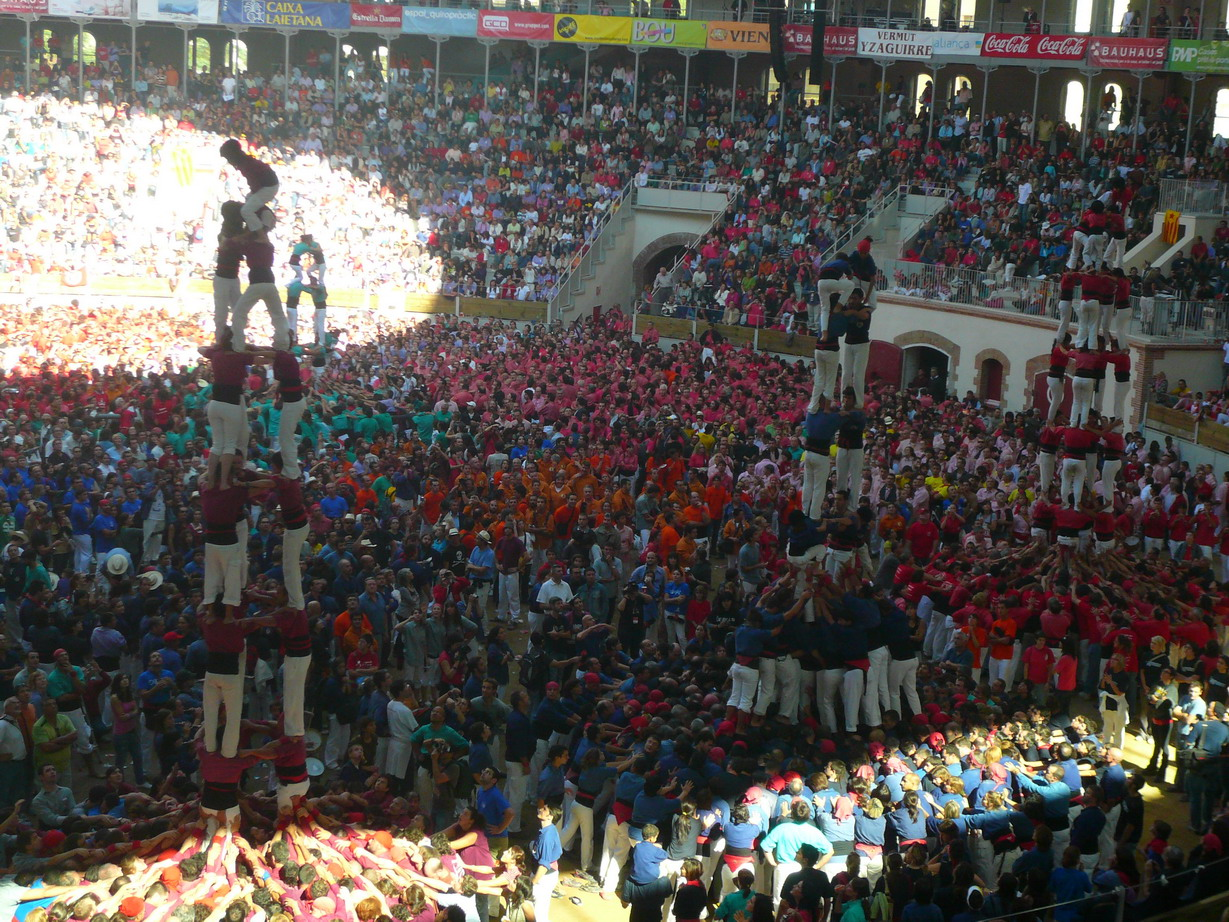
Castells à Tarragone en 2008.

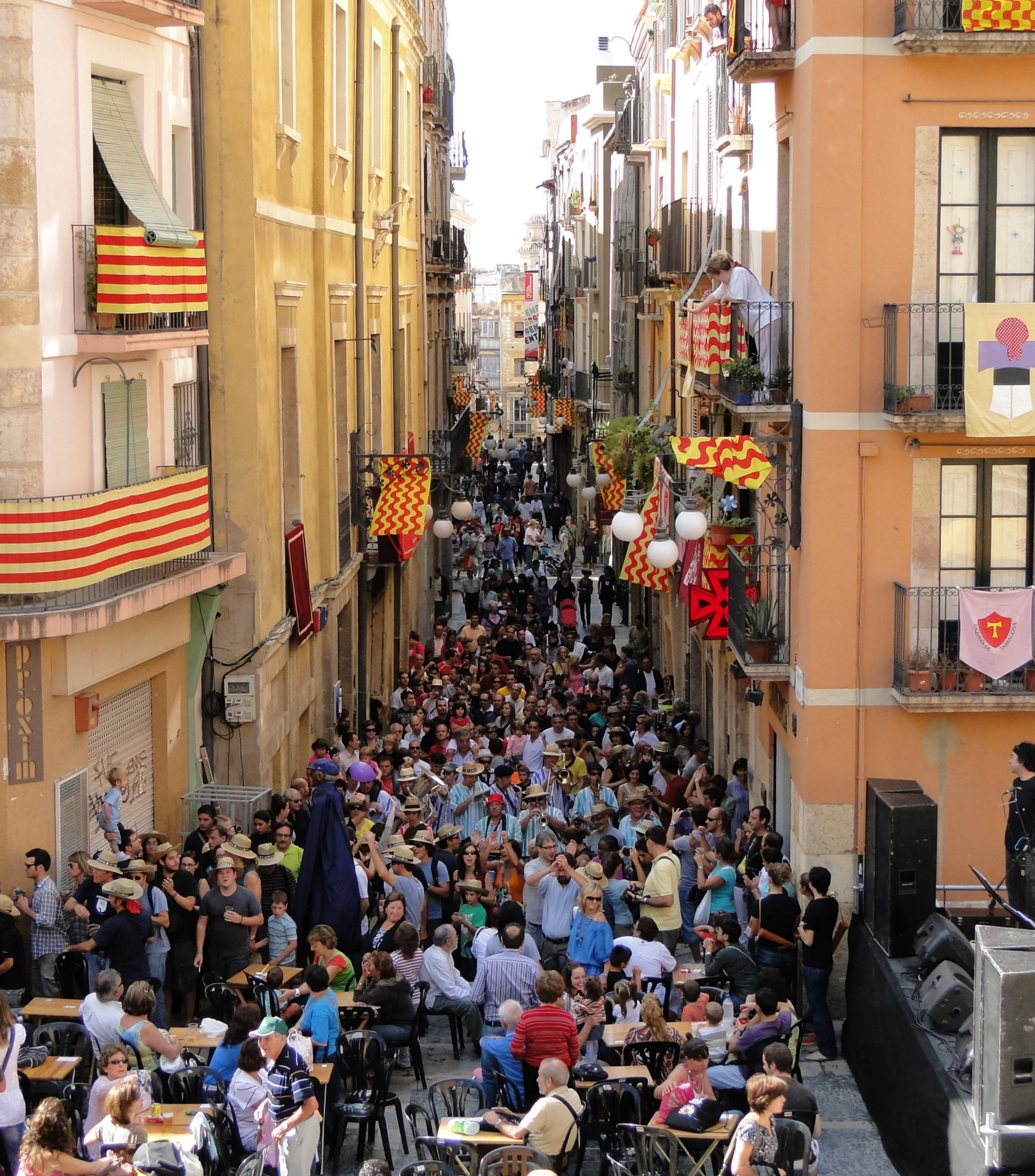
La Sainte Tecla à Tarragone.

Le 19 août, Tarragone célèbre son saint patron, Sant Magi. Dans toutes les villes de la Catalogne, la « festa major » est indissociable des castells, des « gegants » (géants) et des « cabeçuts » (grosses têtes). Ces derniers défilent dans les rues en dansant la sardane, aux sons des gralles et des tambours catalans. Un festival international de feux d'artifice. La santa Tecla.

## Transports
Le port de Tarragone est le premier port de marchandises de l'État espagnol. L'aéroport de Tarragone-Reus est situé à Reus, à 13 km du centre-ville et dispose de vingt-huit lignes régulières internationales et nationales. La ville dispose d'une gare TGV (gare de Camp de Tarragone, 8 km au nord de la ville) et d'une gare centrale desservie par les trains régionaux et de grandes lignes. Tarragone est ainsi reliée à Madrid, Barcelone, Saragosse, Valence et la France.
Un projet de réseau de tramway connectant Tarragone, Reus, Cambrils et Vila-seca est porté par la généralité de Catalogne.

## Personnalités liées à la ville
- Saints Fructueux, Augure et Euloge, chrétiens martyrisés en 259 dans l'amphithéâtre.
- Robert Burdet (c. 1100 – c. 1159) « prince de Tarragone ».
- Antony Thouret, parlementaire républicain français, est né à Tarragone en 1807.
- Maria Josepa Massanés, écrivaine, est née à Tarragone en 1811.
- Josep Domènech i Estapà (1858-1917), architecte moderniste catalan, est né à Tarragone en 1858.
- Matilde Ras, écrivaine féministe et spécialiste de la graphologie, est née à Tarragone en 1881.
- Cassen, acteur et humoriste populaire, est né à Tarragone en 1928[5].
- Txus García, poétesse catalane, est née à Tarragone en 1974.
- Albert Batet, homme politique et député, défenseur des Castellers, est né à Tarragone en 1979[6].
- Ankor, groupe de musique qui débute en 2003.
- Jil Love, artiste contemporaine qui milite, par ses œuvres, en faveur des droits humains, de l'environnement, des droits des animaux et des droits LGBT.
- Óscar Cornejo, journaliste catalan.

## Jumelages
La ville de Tarragone est jumelée avec :
- Avignon (France) depuis le 2 mai 1968
- Alghero (Italie) depuis le 22 septembre 1972
- Orléans (France) depuis le 23 septembre 1978
- Stafford (Angleterre) depuis le 17 octobre 1992
- Klagenfurt (Autriche) depuis le 11 octobre 1996
- Pompéi (Italie) depuis le 26 mai 2006.

## Panorama et galerie

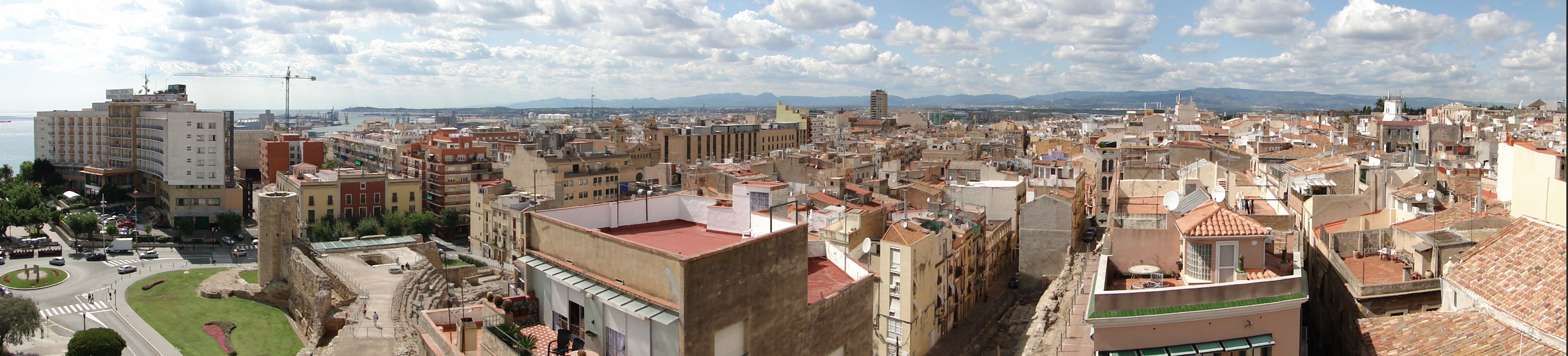
Vue panoramique.

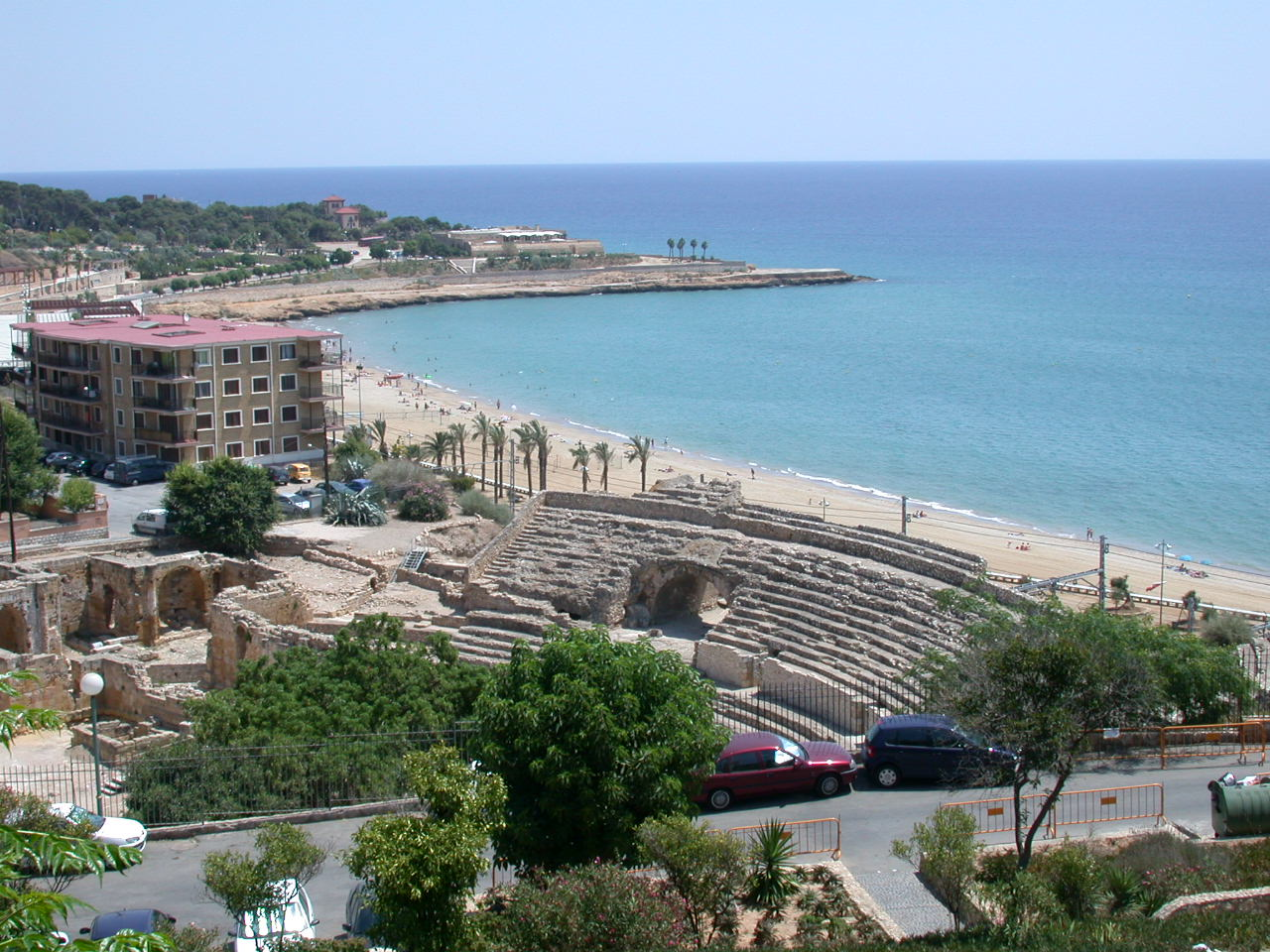
Vue de l'amphithéâtre romain.
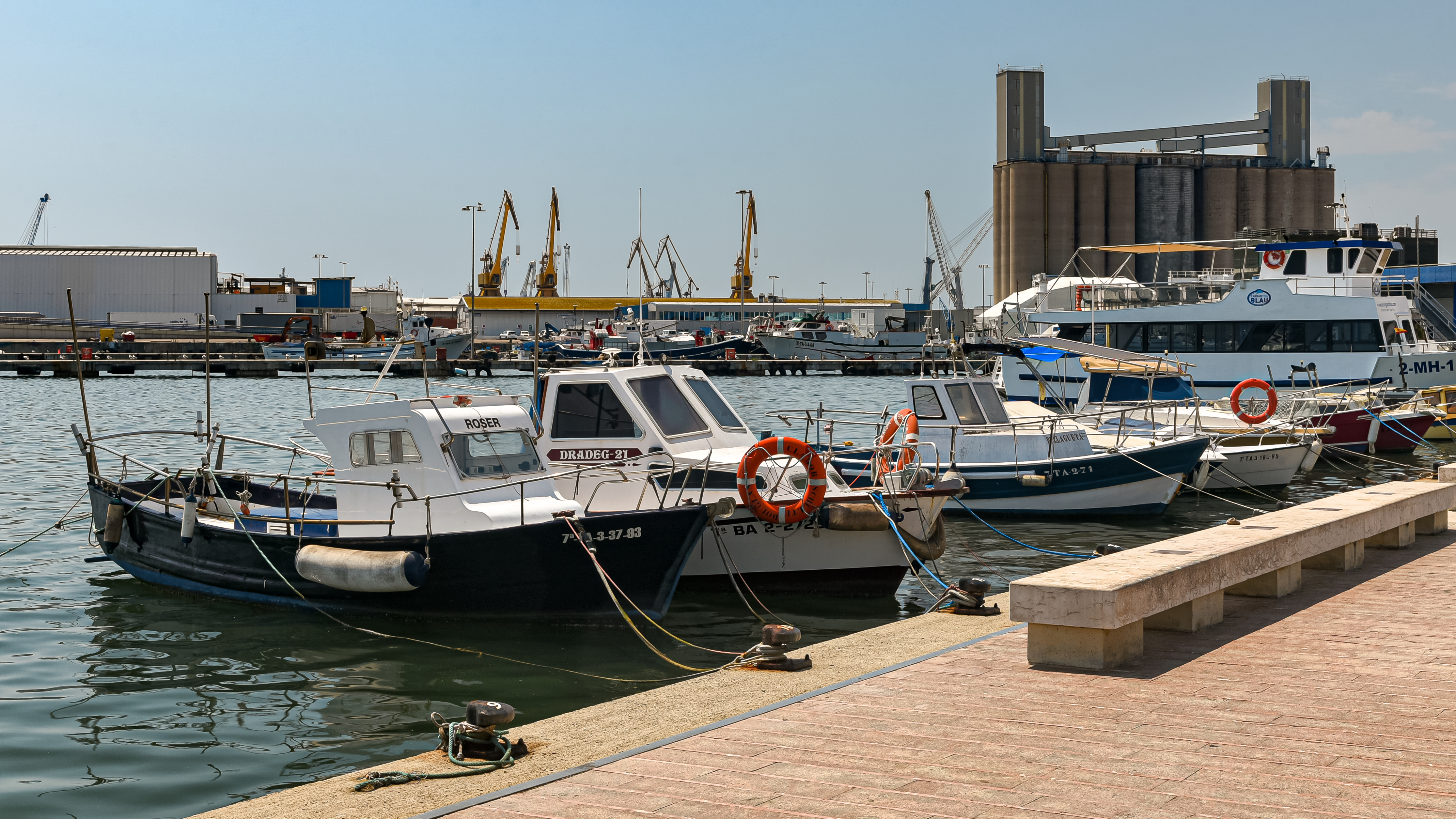
Port de Tarragone.
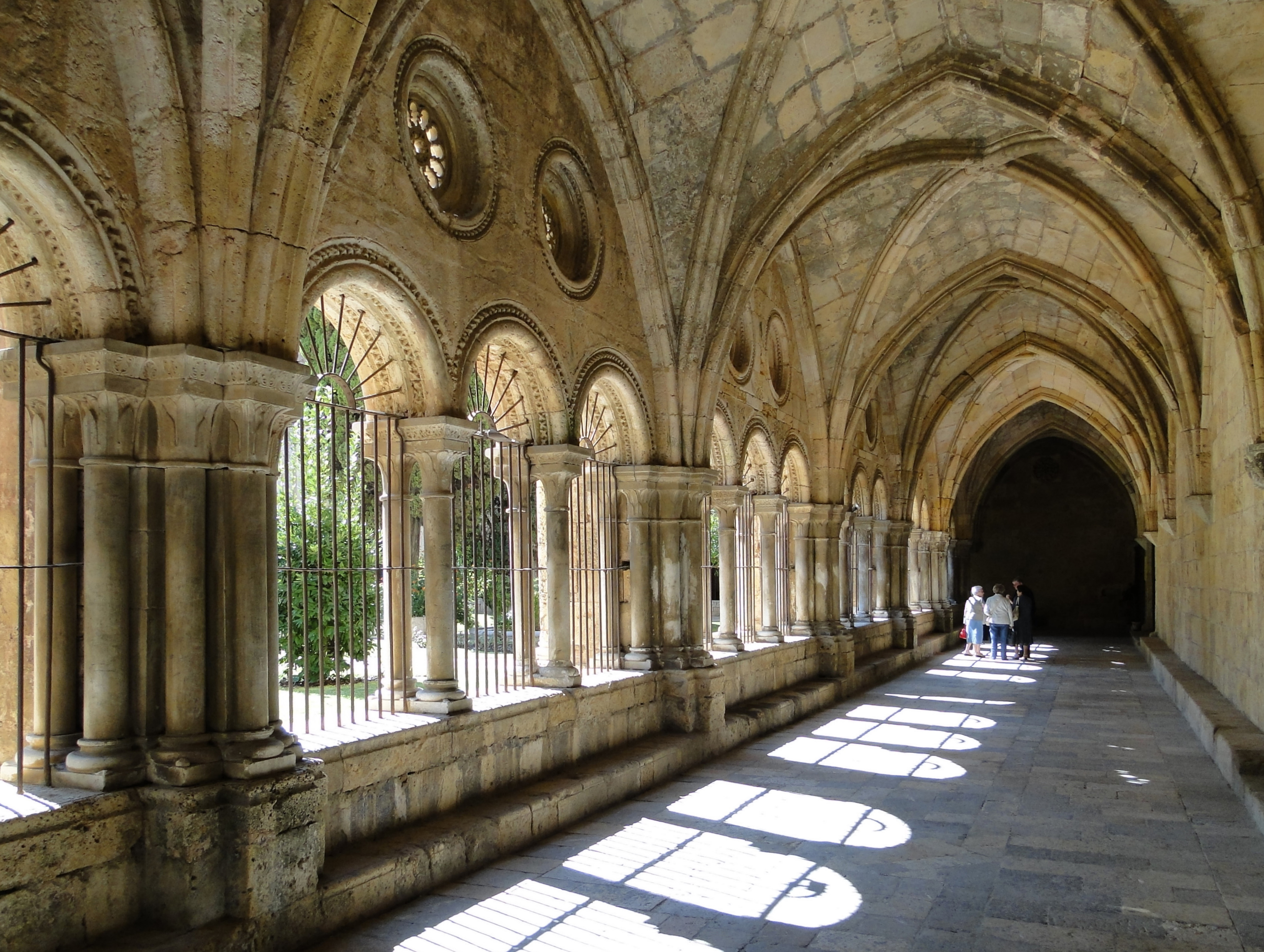
Cloître de la cathédrale.
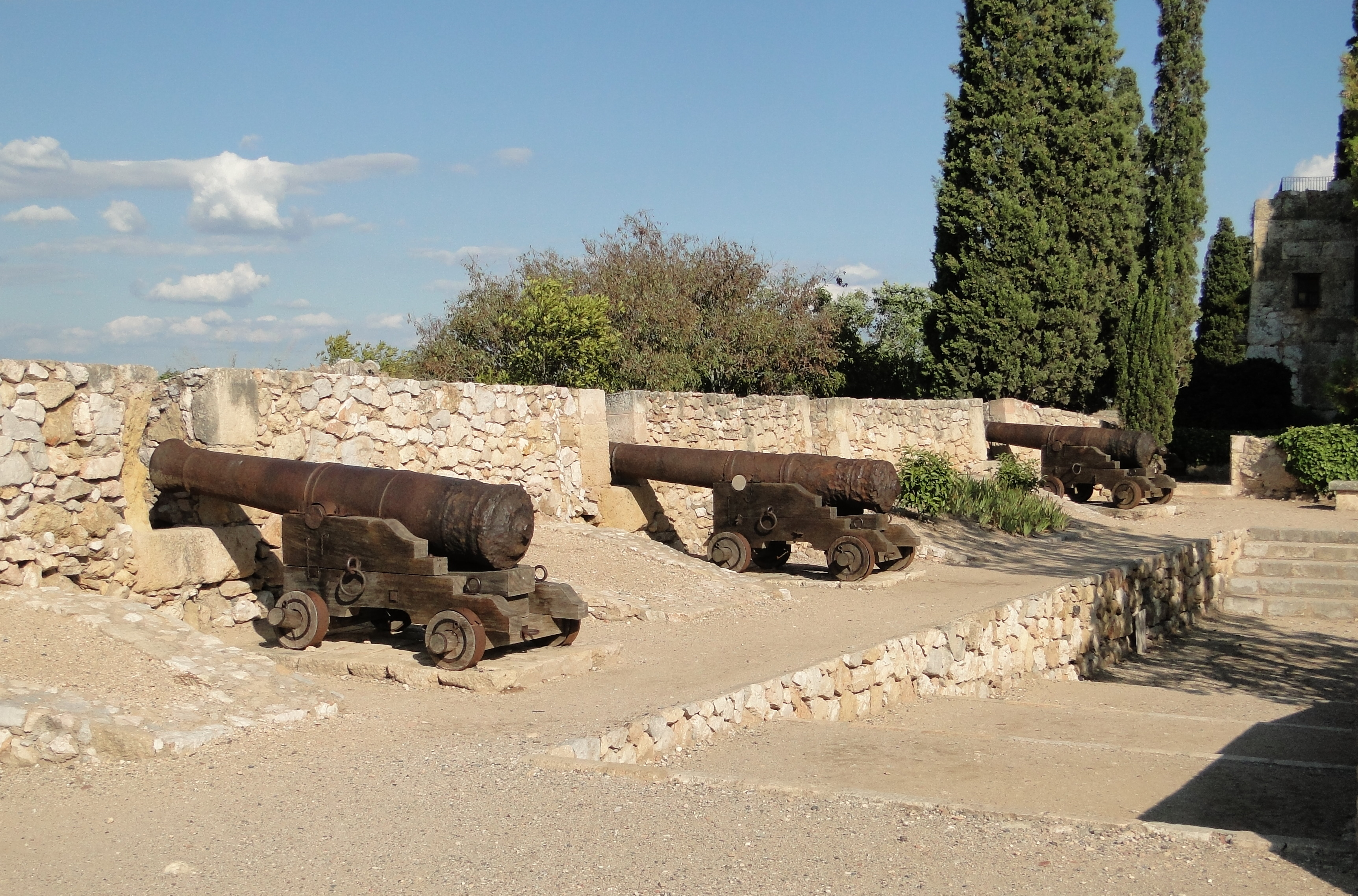
Bastion Saint-Dominique sur les remparts.
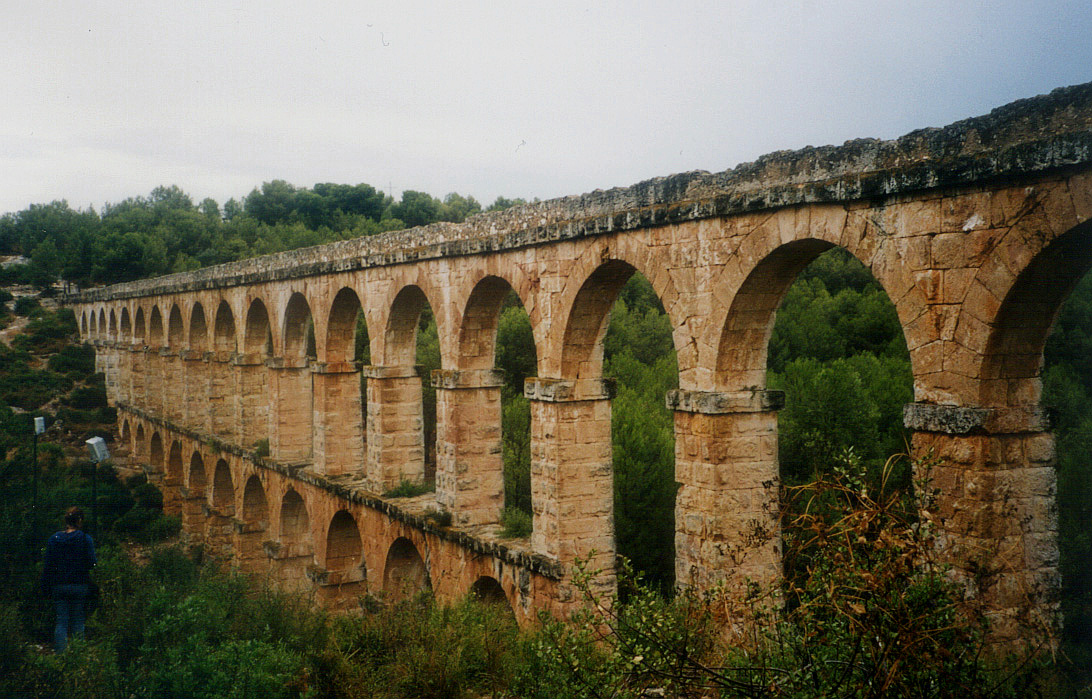
Aqueduc romain près de Tarragone.
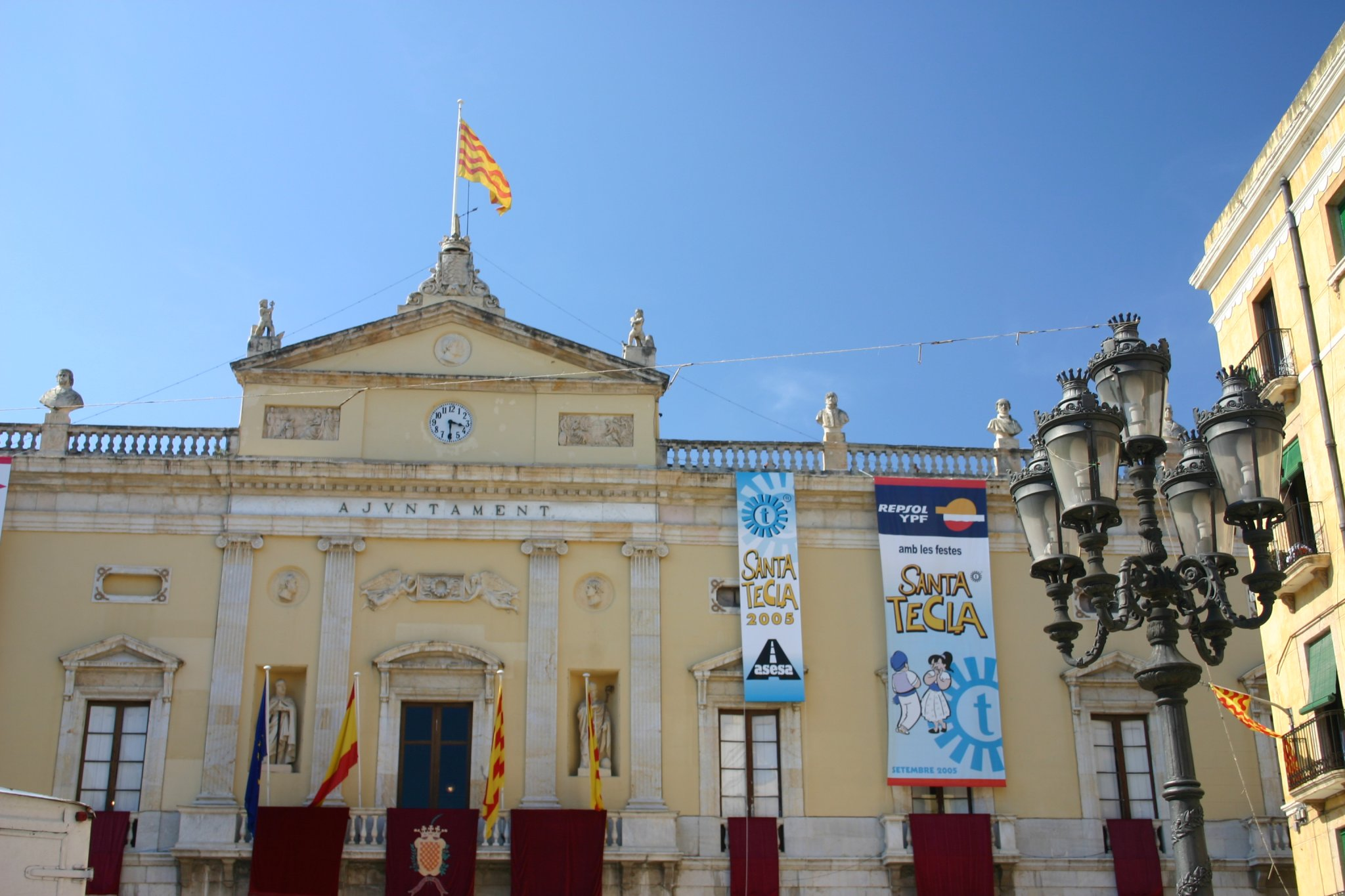
Mairie de Tarragone.
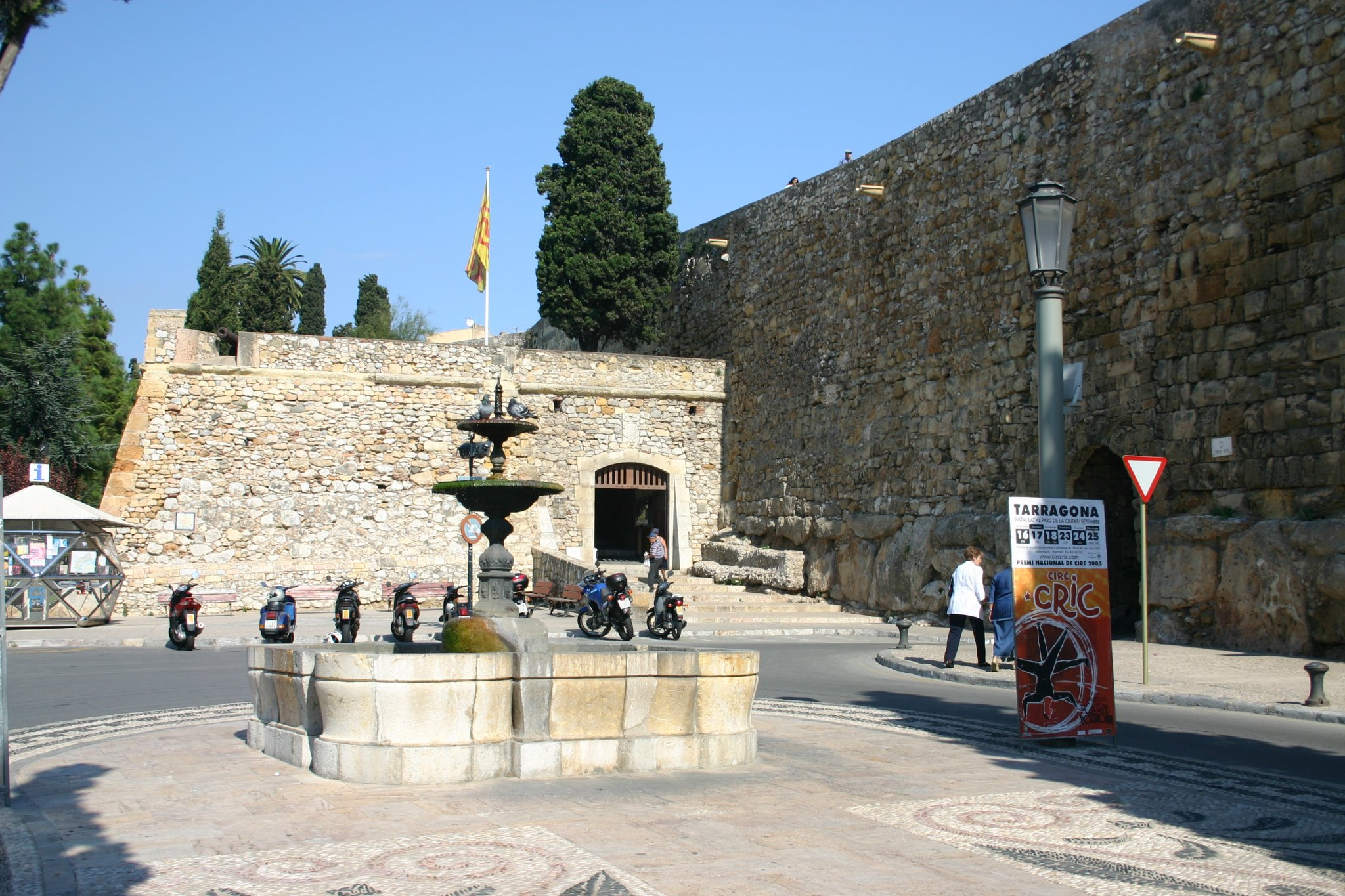
Remparts de Tarragone.
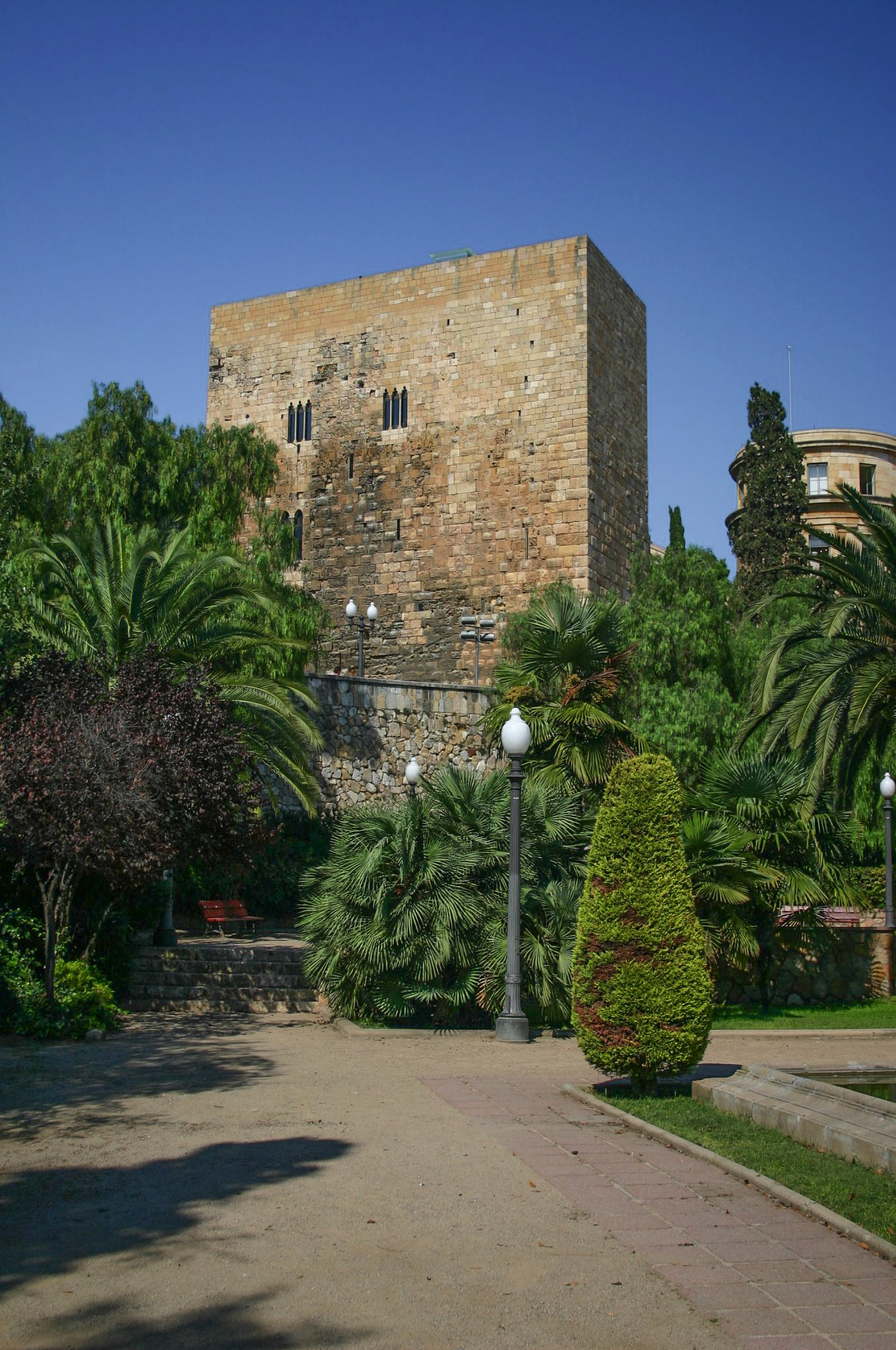
Tour du Pretorio.
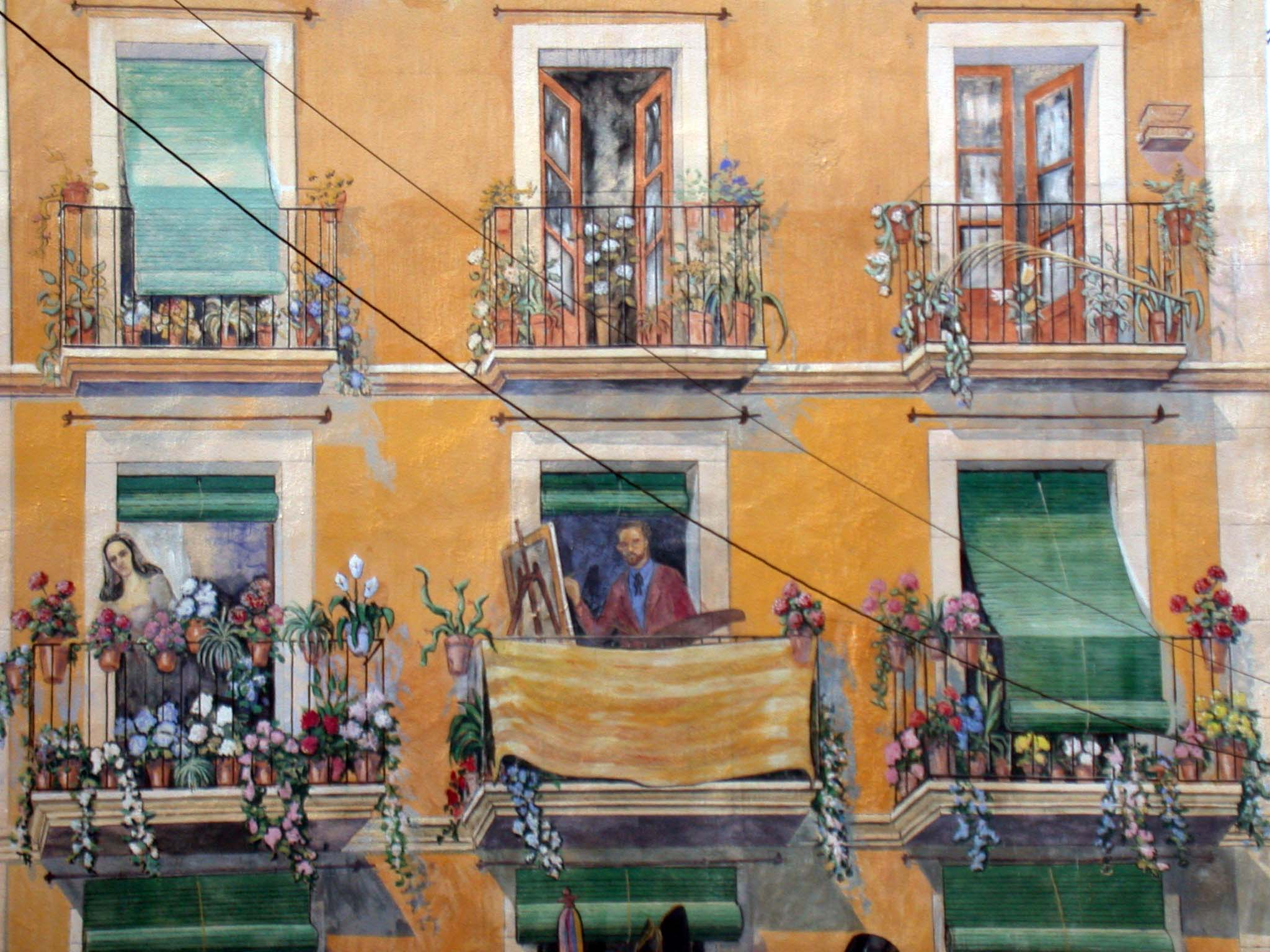
Peinture murale sur une façade dans la vieille ville près du cirque romain.
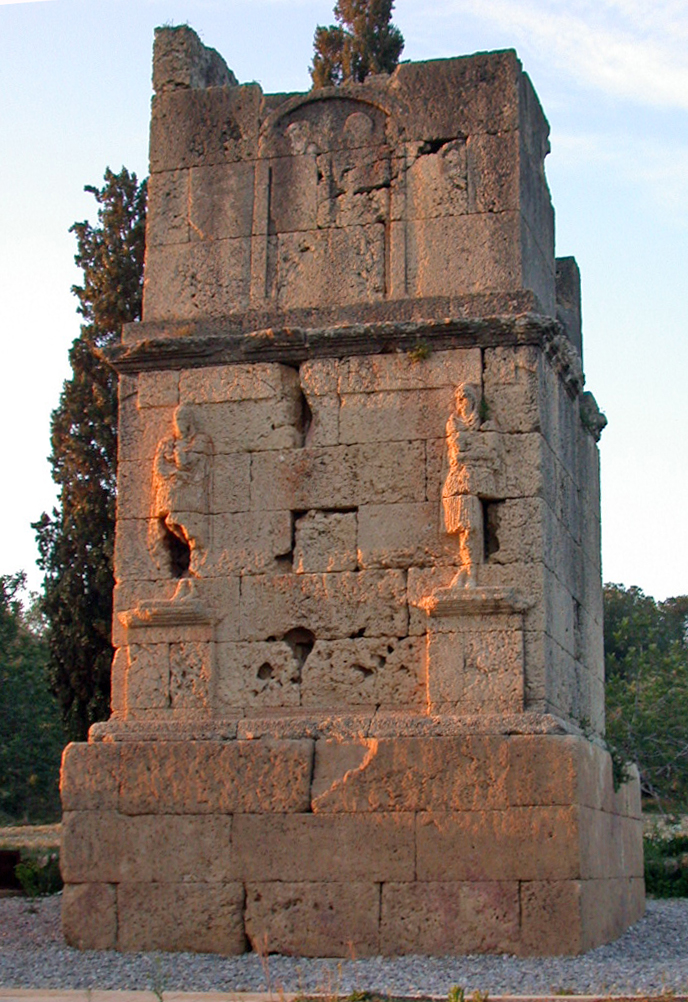
« Tour des Scipions » (tombe romaine du Ier siècle av. J.-C.).
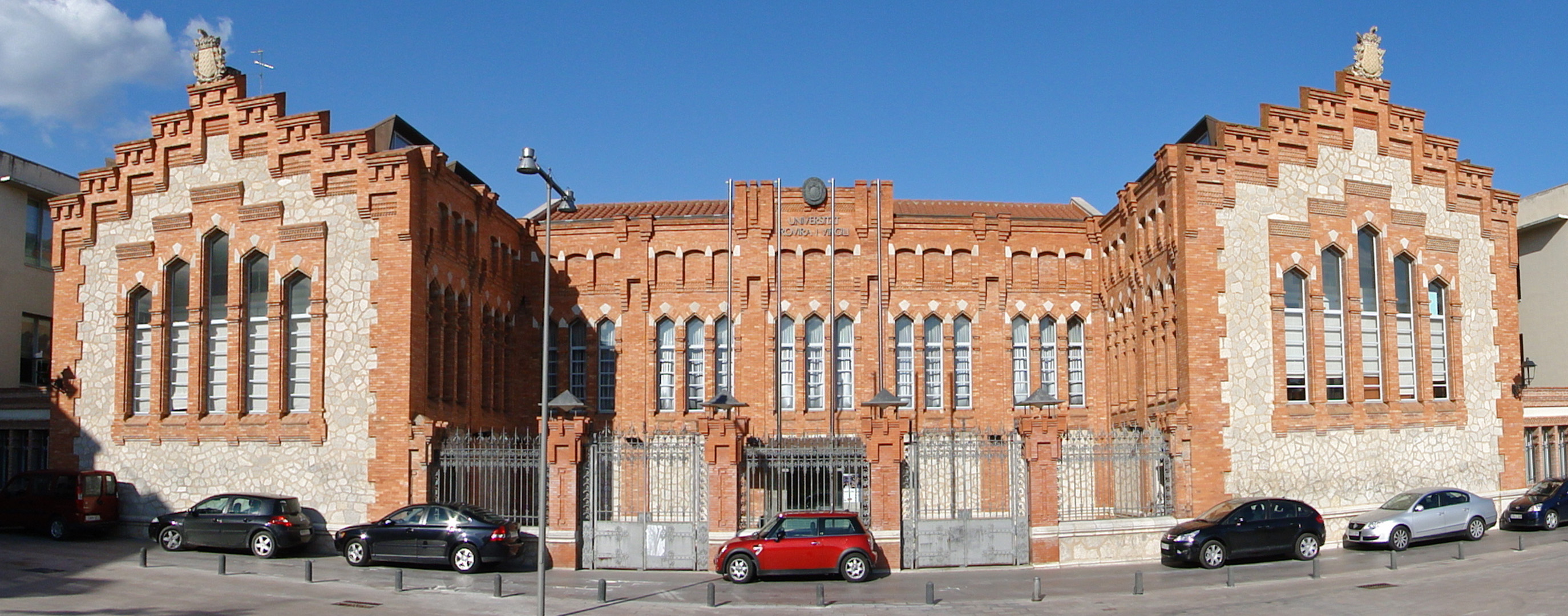
Université Rovira i Virgili.